# Fasmatodeus

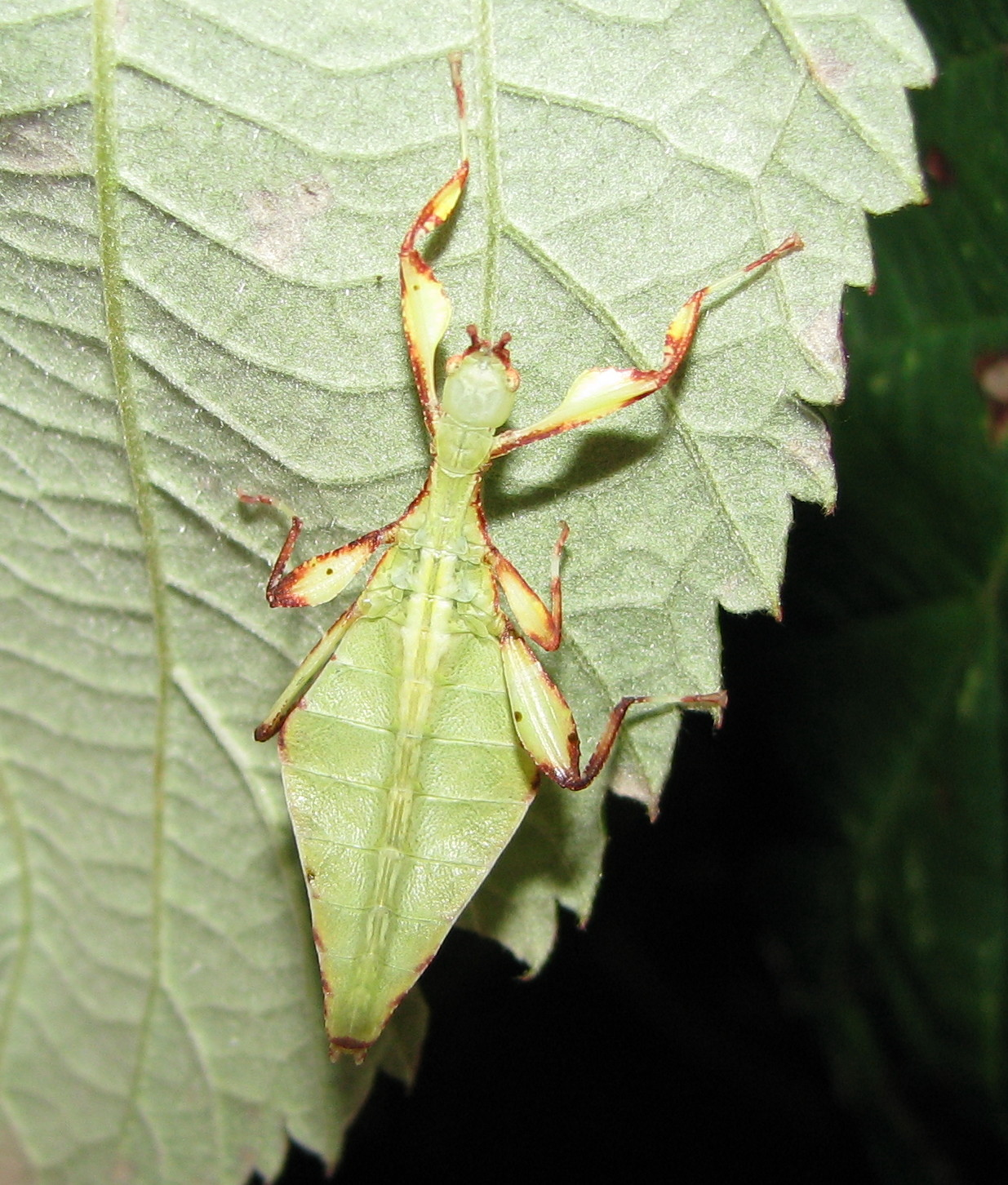
Phyllium bilobatum, un insecte fulla.

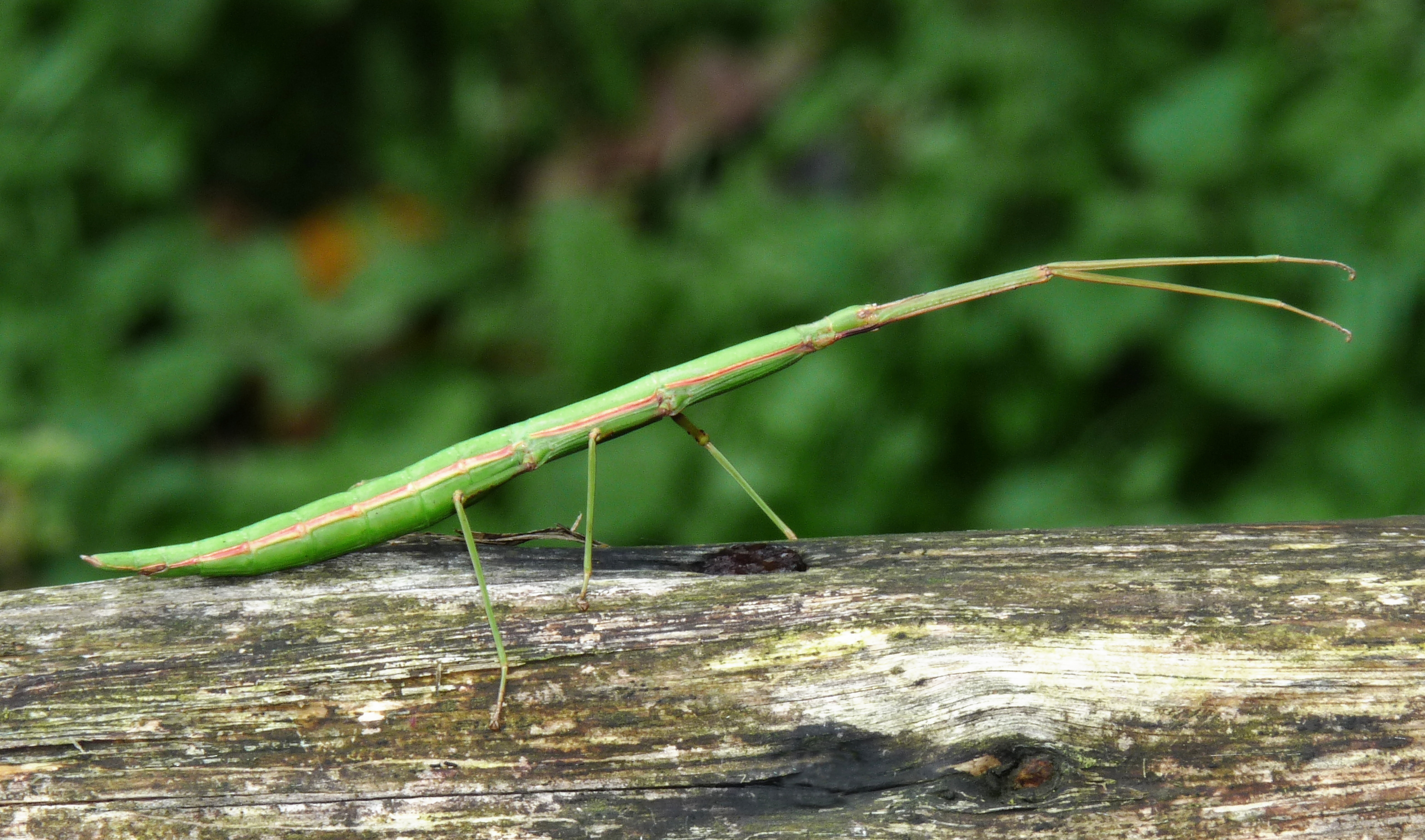
Bacillus rossius, un insecte bastó corrent a Catalunya.

Els fasmatodeus (Phasmatodea), fasmatòpters (Phasmatoptera) o fàsmids (Phasmida) són un ordre d'insectes neòpters, coneguts vulgarment com a insectes bastó i insectes fulla a causa del seu aspecte corporal. També reben el nom de cavall de faves o cavalls de garrot per la semblança amb el cavall de faves, joguina feta d'una bajoca de faves a la qual es claven quatre busques que fan de cames, una darrere que simula la cua i dues de més petites davant que simulen les orelles, que els nins fermen amb un fil i fan caminar.
Se'n coneixen unes 3.000 espècies. Es distribueixen per la major part del món, però la majoria són tropicals. Són un grup especialitzat en el camuflatge (cripsi) amb colors, formes i comportaments extraordinaris que els confonen amb la vegetació sobre la qual habiten i de la qual s'alimenten. Entre els fasmatodeus es troben els insectes més pesants (Heteropteryx dilatata, amb 30-40 grams) i els més grans (Phobaeticus chani, amb 35,7 cm de longitud). Són hemimetàbols, és a dir, tenen metamorfosi incompleta, amb només dos estadis en el seu desenvolupament, nimfa i imago (adult).
Es troben membres de l'ordre a tots els continents excepte a l'Antàrtida, però són més abundants als tròpics i subtròpics. Són herbívors, amb moltes espècies que viuen discretament a la copa dels arbres. Tenen un cicle vital de metamorfosi incompleta amb tres etapes: ou, nimfa i adult. Molts fàsmids són partenogènics o androgenètics, i no requereixen ous fecundats per a la producció de descendència femenina. En climes més càlids, poden reproduir-se durant tot l'any; a les regions més temperades, les femelles ponen ous a la tardor abans de morir, i la nova generació eclosiona a la primavera. Algunes espècies tenen ales i es poden dispersar volant, mentre que altres són més restringides.

## Etimologia
El nom del grup deriva del grec antic φάσμα phasma, que significa una aparició o fantasma, fent referència a la seva semblança amb la vegetació mentre que en realitat són animals. El seu camuflatge natural els fa difícils de detectar pels depredadors; tot i així, moltes espècies tenen una de les diverses línies de defensa secundàries en forma de sobresalts, espines o secrecions tòxiques. Els insectes pal dels gèneres Phryganistria, Ctenomorpha i Phobaeticus inclouen els insectes més llargs del món.

## Descripció
Els fàsmidis varien molt en grandària. Les femelles acostumen a ser més grans que els mascles de la mateixa espècie. Els mascles de les espècies més petites, com Timema cristinae, arriben a mesurar uns 2 centímetres de llargària, mentre que les femelles més llargues, una espècie no descrita informalment coneguda com Phryganistria "chinensis", poden mesurar fins a 64 centímetres de longitud total, incloses les cames esteses. Això el converteix en l'insecte més llarg del món. És probable que l'espècie més pesada de fàsmidi sigui Heteropteryx dilatata, les femelles de la qual poden pesar fins a 65 grams.
Alguns fàsmids tenen formes cilíndriques semblants a un pal, mentre que altres tenen formes aplanades com fulles. Moltes espècies no tenen ales o són molt petites. El tòrax és llarg en les espècies alades, ja que allotja els músculs del vol, i normalment és molt més curt en les formes sense ales. Quan en tenen, el primer parell d'ales és estret i cornificat (endurit), mentre que les ales posteriors són amples, amb venes rectes al llarg de la seva longitud i múltiples nervadures creuades. La venació de les seves ales és única entre els insectes. El cos sovint es modifica encara més mimetitzar-se amb la vegetació, amb crestes que s'assemblen a les venes de les fulles, tubercles semblants a l'escorça i altres formes de camuflatge. Algunes espècies, com la Carausius morosus, fins i tot són capaçes de canviar la seva pigmentació perquè coincideixi amb el seu entorn. Les peces bucals surten del cap. Les mandíbules de mastegar són uniformes entre les espècies. Les potes solen ser llargues i esveltes, i algunes espècies són capaçes de tenir autotomia en les extremitats (després de l'apèndix). Els fàsmidis tenen antenes llargues i esveltes, tan llargues o més llargues que la resta del cos en algunes espècies.
Tots els fàsmids tenen ulls compostos, però els ocels (òrgans sensibles a la llum) només es coneixen dels grups Lanceocercata, Necrosciinae, Pseudophasmatidae, Palophidae i Phylliidae. D'aquests només els tres primers grups tenen femelles amb ocels, que com les ales semblen haver reevolucionat a partir d'ancestres que els havien perdut. Els fàsmids tenen un sistema visual que els permet percebre detalls significatius fins i tot en condicions febles, que s'adapta al seu estil de vida típicament nocturn . Neixen equipats amb petits ulls compostos amb un nombre limitat de facetes. A mesura que els fàsmidis creixen a través de mudes successives, el nombre de facetes de cada ull augmenta juntament amb el nombre de cèl·lules fotoreceptores. La sensibilitat de l'ull adult és almenys deu vegades superior a la de la nimfa en el seu primer estadi de desenvolupament. A mesura que l'ull es fa més complex, també es milloren els mecanismes per adaptar-se als canvis de foscor/llum: els ulls en condicions fosques mostren menys pigments de cribratge, que bloquejarien la llum, que durant el dia, i els canvis en l'amplada de la capa de la retina per adaptar-se als canvis de llum disponible són significativament més pronunciats en adults. La mida més gran dels ulls dels insectes adults els fa més propensos als danys per radiació. Això explica per què els individus en plena edat són majoritàriament nocturns. La reducció de la sensibilitat a la llum dels insectes recentment sorgits els ajuda a escapar de la fullaraca on s'eclouen i a moure's cap amunt cap al fullatge més il·luminat. Els insectes pal joves s'alimenten durant el dia (diürns) i es mouen lliurement, ampliant el seu abast d'alimentació.
Els insectes pal tenen dos tipus de coixinets a les seves cames: "coixinets per als dits" enganxosos i "coixinets del taló" antiadherents una mica més amunt de les cames. Els coixinets del taló estan coberts de pèls microscòpics que creen una forta fricció a baixa pressió, cosa que els permet agafar sense haver de ser pelat amb energia de la superfície a cada pas. Els coixinets enganxosos s'utilitzen per proporcionar una adherència addicional quan s'escala, però no s'usen en una superfície plana.

## Distribució
Els fasmatodeus es poden trobar a tot el món excepte a l'Antàrtida i la Patagònia. Són més nombrosos als tròpics i subtròpics. On hi ha més diversita és al sud-est asiàtic i Amèrica del Sud, seguit d'Austràlia, Amèrica Central i el sud dels Estats Units. Es coneixen més de 300 espècies de l'illa de Borneo, el que la converteix en el lloc més ric del món per a Phasmatodea.

## Ecologia
Els fàsmids són herbívors, s'alimenten principalment de les fulles d'arbres i arbustos, i un component conspicu de molts sistemes neotropicals. El seu paper en l'ecosistema forestal és considerat important per molts científics, que subratllen la importància dels buits de llum per mantenir la successió i la resiliència als bclímax dels boscos. La presència de fàsmids redueix la producció neta de les primeres plantes successives consumint-les i després enriqueix el sòl mitjançant la defecació. Això permet establir les plantes de successió tardana i fomenta el reciclatge del bosc tropical.
Es consideren nocius per als boscos i els arbres d'ombra pequè s'alimenten de les fulles. Didymuria violescens, Podacanthus wilkinsoni i Ctenomorphodes tessulatus a Austràlia, Diapheromera femorata a Amèrica del Nord i Graeffea crouani a les plantacions de coco del Pacífic Sud afecten negativament a l'economia de les plantacions. De fet, al sud d'Amèrica, així com a Michigan i Wisconsin, el bastó és un problema important als parcs i llocs d'esbarjo, on consumeix el fullatge de roures i altres fustes dures. S'han produït brots greus del bastó, Diapheromera femorata, a les muntanyes Ouachita d'Arkansas i Oklahoma . Els insectes es mengen tota la fulla. En cas de brots intensos, poden consumir completament rodals sencers d'arbres. La defoliació contínua durant diversos anys sovint provoca la mort de l'arbre. Com que aquestes espècies no poden volar, les plagues solen estar contingudes en un radi d'uns centenars de metres. No obstant això, els danys ocasionats als parcs de la regió sovint són costosos. Els esforços de control en el cas d'infestacions solen implicar pesticides químics; els focs terrestres maten els ous, però tenen desavantatges evidents. A Nova Gal·les del Sud, s'ha estudiat la possibilitat de controlar els insectes pal mitjançant enemics naturals com les vespes paràsites (Myrmecomimesis spp).

## En la cultura humana

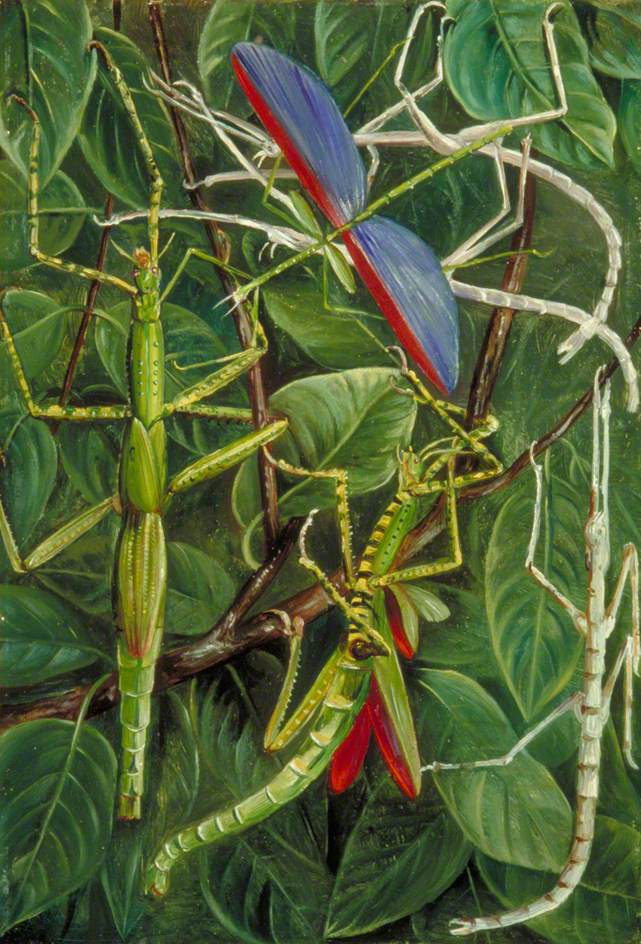
Pintura d'insectes pal de Marianne North, dècada de 1870

Els insectes pals es mantenen sovint en captivitat: gairebé 300 espècies s'han criat en laboratoris o com a mascotes. El més freqüent dels que es conserven és l'insecte pal indi (o de laboratori), Carausius morosus, que menja verdures com l'enciam. Els excrements de l'insecte pal Eurycnema versirubra (Serville, 1838) [= Eurycnema versifasciata ] alimentats amb plantes específiques són fets en un te medicinal pels xinesos de Malàisia per tractar malalties.
La il·lustradora botànica Marianne North (1830–1890) va pintar insectes de fulla i pal que va veure en els seus viatges a la dècada de 1870.
Els homes de la tribu de Sarawak mengen fàsmids i els seus ous.
Alguns indígenes de les illes d'Entrecasteaux han fet tradicionalment hams amb les potes de certs fàsmids.
S'han realitzat investigacions per analitzar el mètode de caminar dels insectes pals i aplicar-ho a l'enginyeria de robots que caminen de sis potes. En lloc d'un sistema de control centralitzat, sembla que cada pota d'un fàsmid funciona de manera independent.
A Austràlia i Hawaii es mantenen molts tipus d'insectes pals com a mascotes exòtiques. El costum de mantenir els insectes pals com a mascotes probablement va ser portat a Austràlia per immigrants xinesos, japonesos o vietnamites durant la Segona Guerra Mundial, la Guerra de Corea o la Guerra del Vietnam .
Els insectes pal s'han mantingut com a mascotes des de l'època de la dinastia Han. Es dipositen en gàbies d'ocells i la gent de l'Extrem Orient creu que porten sort i fortuna, igual que els grills.
El videojoc Disco Elysium inclou una història centrada al voltant d'un insecte pal gegant i un críptid.
Un clip d'un insecte pal que es balancejava cap endavant i cap enrere, d'una manera semblant a ballar, es va convertir en un mem d'Internet el 2020.

## Taxonomia
Superfamília Phasmatoidea
- Família Bacteriidae
  - Tribu Bacteriini
  - Tribu Cladoxerini
  - Tribu Craspedoniini
  - Tribu Hesperophasmatini
  - Tribu Otocraniini
- Família Diapheromeridae
  - Tribu Diapheromerini
  - Tribu Libethrini
  - Tribu Ocnophilini
  - Tribu Oreophoetini
- Família Eurycanthidae
  - Tribu Eurycanthini
  - Tribu Neopromachini
- Família Lonchodidae
  - Tribu Lonchodini
  - Tribu Menexenini
- Família Necrosciidae
- Família Pachymorphidae
  - Tribu Hemipachymorphini
  - Tribu Pachymorphini
  - Tribu Ramulini
- Família Palophidae
- Família Phasmatidae
  - Tribu Acanthomimini
  - Tribu Acanthoxylini
  - Tribu Achriopterini
  - Tribu Baculini
  - Tribu Pharnaciini
  - Tribu Phasmatini
  - Tribu Stephanacridini
- Família Platycranidae
- Família Tropidoderidae
  - Tribu Monandropterini
  - Tribu Tropidoderini
- Família Xeroderidae

Superfamília Phyllioidea
- Família Aschiphasmatidae
- Família Bacillidae
  - Tribu Antongiliini
  - Tribu Bacillini
  - Tribu Xylicini
- Família Heteropterygidae
  - Tribu Anisacanthini
  - Tribu Datamini
  - Tribu Heteropterygini
  - Tribu Obrimini
- Família Korinnidae
- Família Phylliidae
- Família Pseudophasmatidae
  - Tribu Anisomorphini
  - Tribu Heteronemiini
  - Tribu Prisopodini
  - Tribu Pseudophasmatini
  - Tribu Stratocleidini
  - Tribu Xeropsidini
  - Tribu Xerosomatini
- Família Pygirhynchidae

Superfamília Timematoidea
- Família Timematidae